# Station Arcaden
Station Arcaden (Frans: Gare des Arcades) is een spoorwegstation langs spoorlijn 26 (Schaarbeek - Halle) in de Brusselse gemeente Watermaal-Bosvoorde (België). Het station maakt deel uit van de plannen voor het GEN. Het bevindt zich op de brug over het Arcadenplein. Slechts 100 meter van het station verwijderd ligt station Watermaal op de kruisende spoorlijn 161.
De stopplaats is sinds 2009 afgewerkt, doch vertragingen in de uitbouw van het GEN-netwerk zorgden ervoor dat Arcaden pas in december 2016 reizigers kon ontvangen. De nieuwe dienstregeling ging in voege op zondag 11 december en de eerste S-treinen stopten er de volgende weekdag, maandag 12 december 2016.

## Treindienst
| Serie | Treinsoort | Route                                | Bijzonderheden             |
| ----- | ---------- | ------------------------------------ | -------------------------- |
| S 7   | GEN (NMBS) | Halle – Arcaden – Merode – Vilvoorde | Rijdt alleen op werkdagen. |

## Reizigerstellingen
De grafiek en tabel geven het gemiddeld aantal instappende reizigers weer op een week-, zater- en zondag.
| Tabel: aantal instappende reizigers station Arcaden | Tabel: aantal instappende reizigers station Arcaden | Tabel: aantal instappende reizigers station Arcaden | Tabel: aantal instappende reizigers station Arcaden |
|                                                     | Weekdag                                             | Zaterdag                                            | Zondag                                              |
| --------------------------------------------------- | --------------------------------------------------- | --------------------------------------------------- | --------------------------------------------------- |
| 2017                                                | 43                                                  | -                                                   | -                                                   |
| 2018                                                | 59                                                  | -                                                   | -                                                   |
| 2019                                                | 86                                                  | -                                                   | -                                                   |
| 2020                                                | 47                                                  | -                                                   | -                                                   |
| 2021                                                | -                                                   | -                                                   | -                                                   |
| 2022                                                | 59                                                  | -                                                   | -                                                   |
| 2023                                                | 92                                                  | -                                                   | -                                                   |
| 2024                                                | 106                                                 | -                                                   | -                                                   |

## Fotogalerij

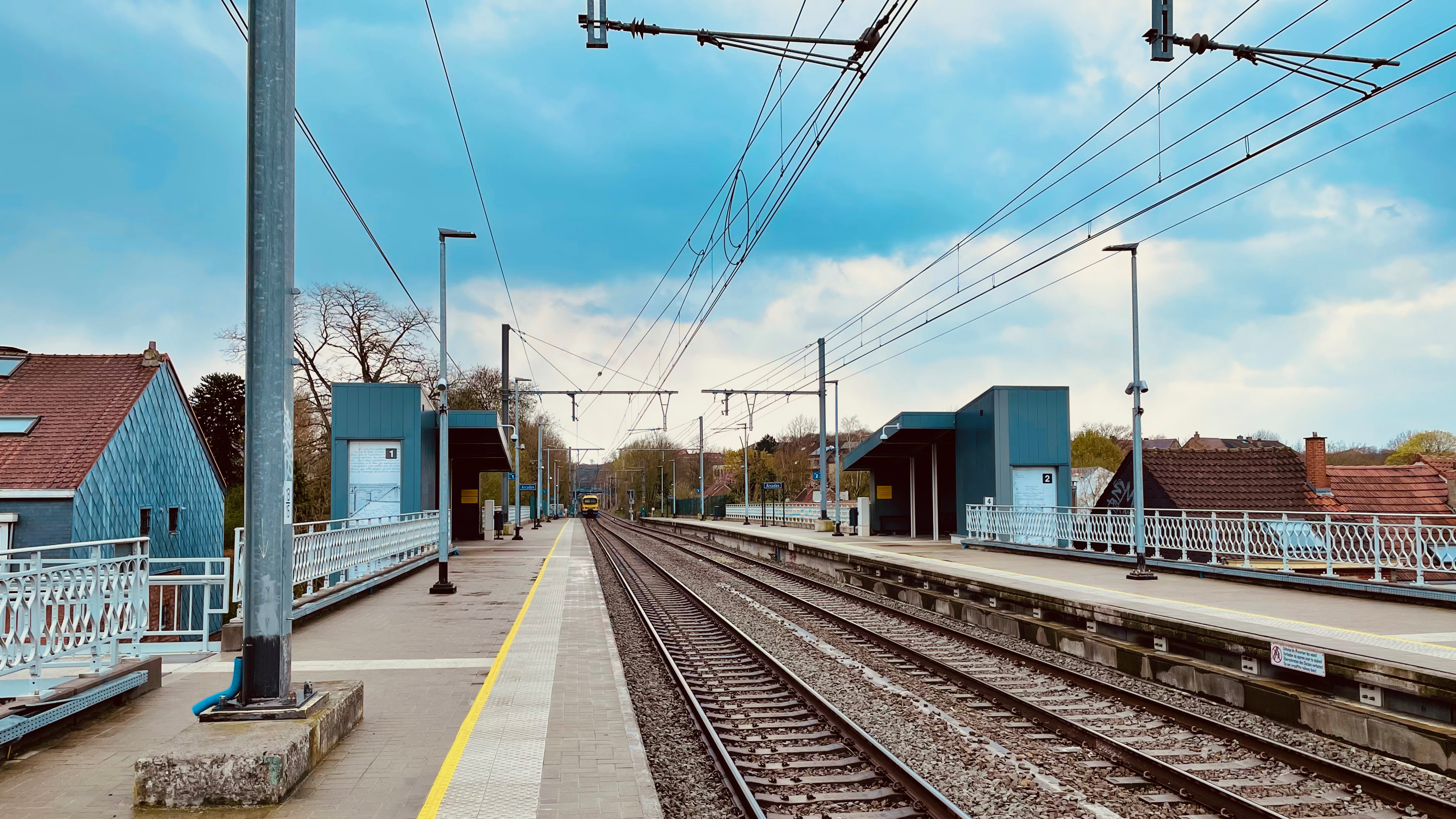
Zicht op de sporen
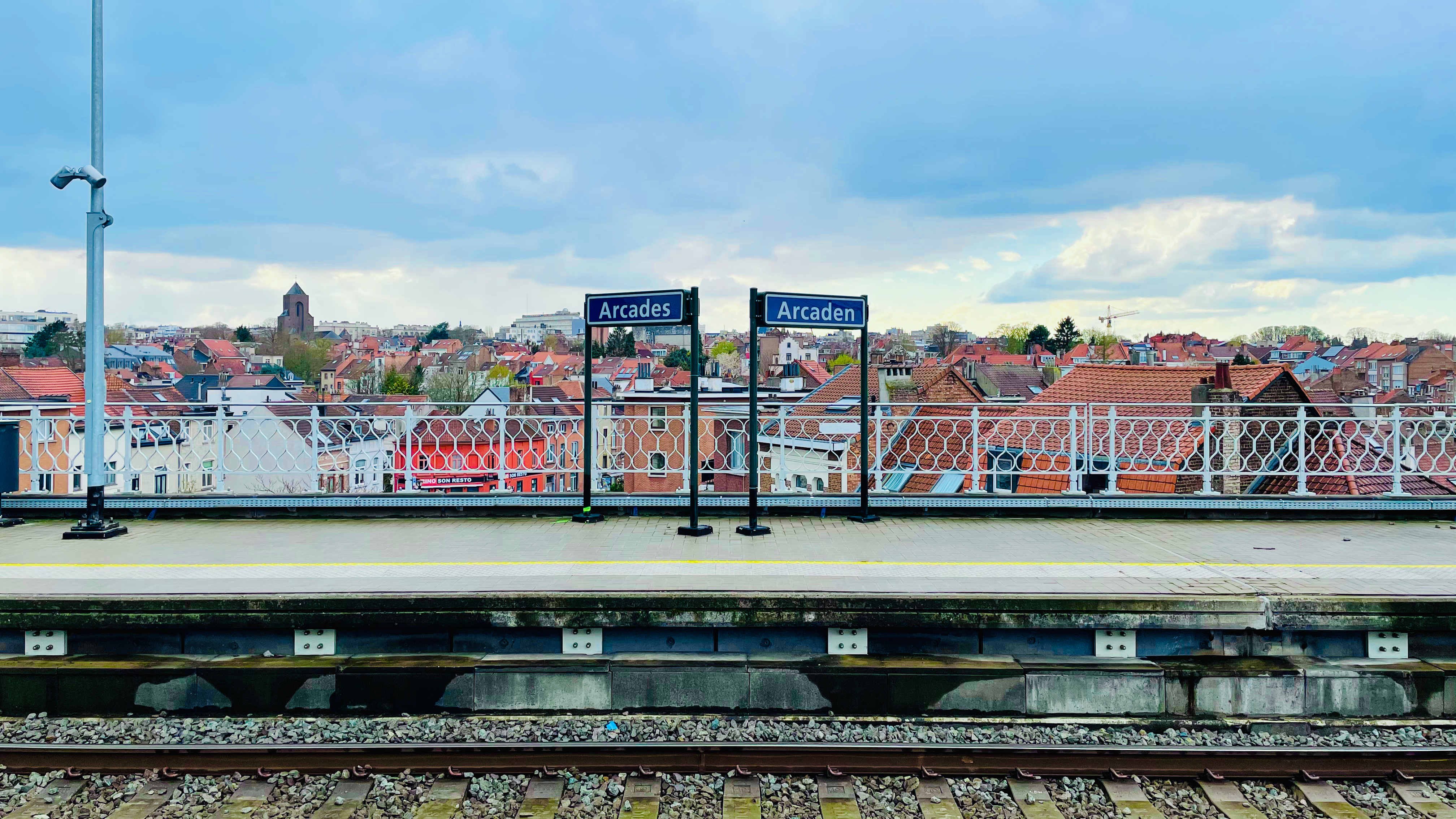
Plaatsnaamborden op een perron
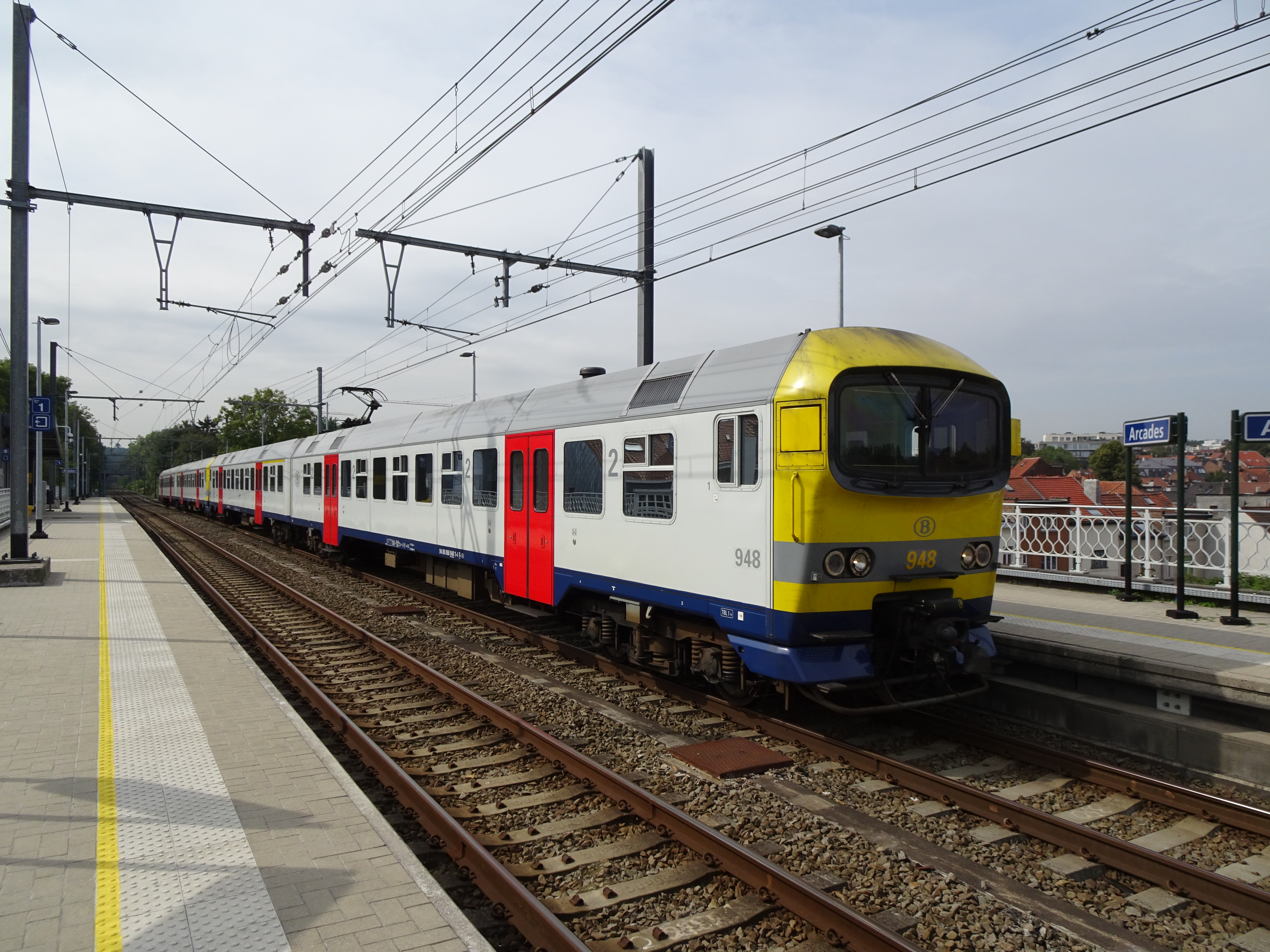
S7-trein aan het perron
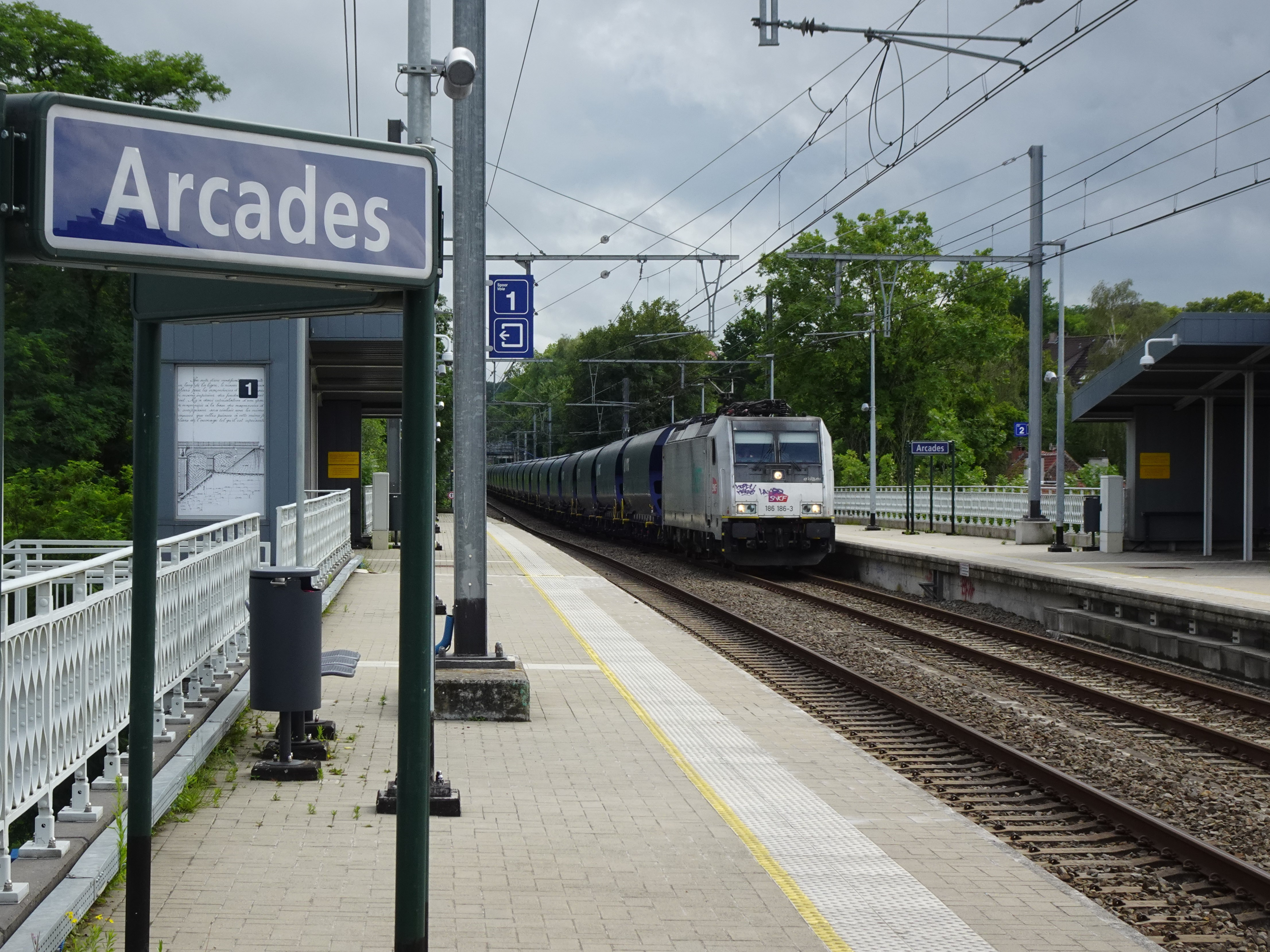
Een passerende goederentrein van de SNCF
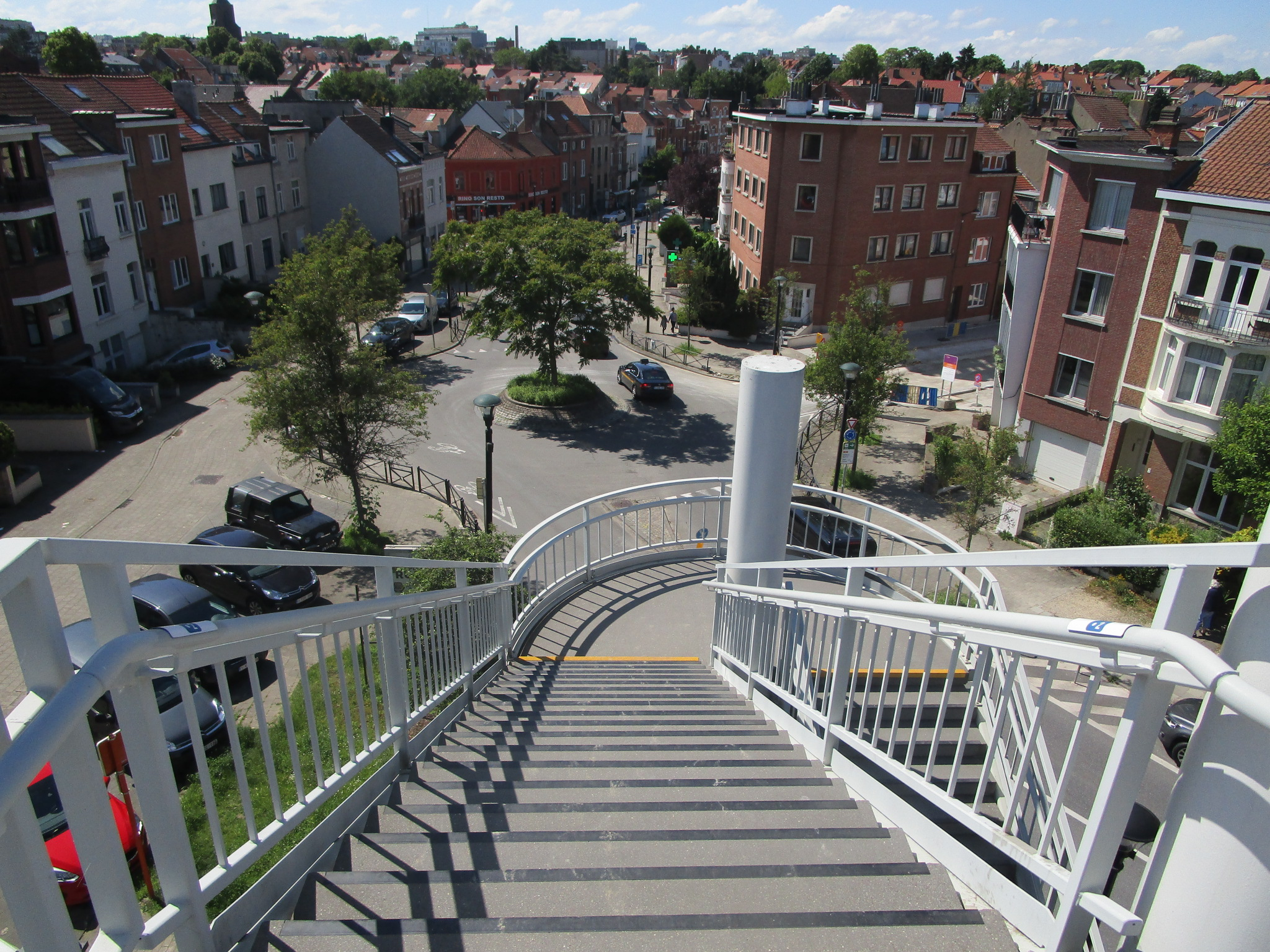
Trappen tussen de perrons en het Arcadenplein